# David Klenerman

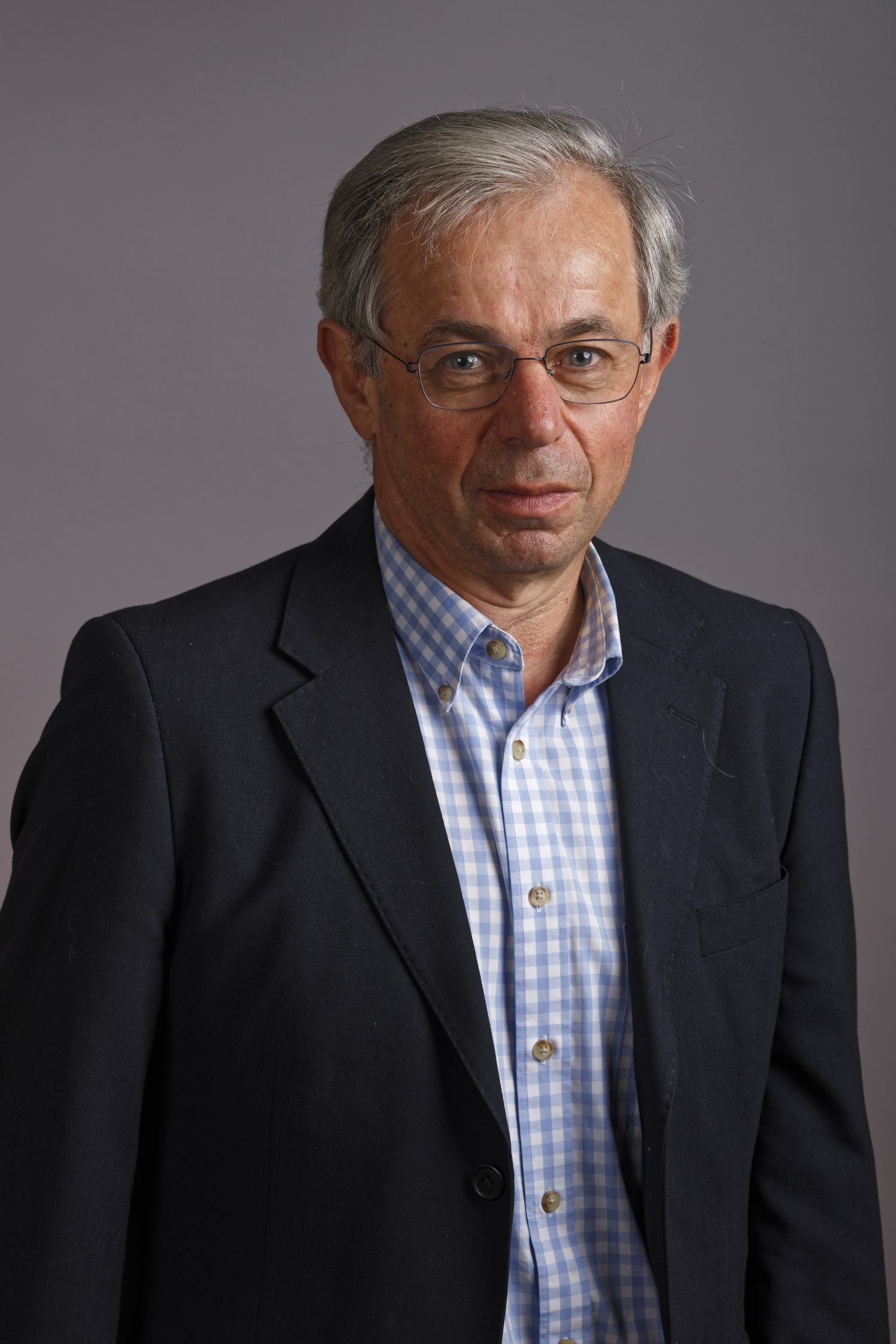
David Klenerman

Sir David Klenerman (* September 1959) ist ein britischer Biochemiker und Biophysiker und Hochschullehrer an der Universität Cambridge.

## Leben
Klenerman studierte Chemie am Christ’s College der Universität Cambridge mit dem Bachelor 1982 und wurde 1986 in Biochemie am Churchill College promoviert unter Ian W. M.  Smith (Dissertation: Infrared chemiluminescence using a SISAM spectrometer). Als Post-Doktorand war er an der Stanford University mit einem Fulbright-Stipendium bei Richard Zare. Zurück in England war er sieben Jahre bei BP in der Forschung. Ab 1994 lehrte und forschte er in der Abteilung Chemie der Universität Cambridge und war Fellow des Christ’s College.

## Werk
Mit Shankar Balasubramanian führte er eine der meist verwendeten DNA-Sequenzierungsverfahren mit hohem Durchsatz ein, die Methode der Brückensynthese nach Solexa/Illumina. Sie ersetzt vielerorts die alte Sanger-Sequenzierung und verwendet mit Fluorophor markierte Nukleotide. Sie ist vollständig automatisiert, sehr genau, schnell und relativ billig. Klenerman gründete zur Vermarktung 1998 mit Balasubramanian die Firma Solexa, die 2006 für 600 Millionen Dollar von Illumina übernommen wurde. Die ursprüngliche Idee entstand zwischen Balasubramanian und Klenerman bei einer Diskussion im Pub Panton Arms.
Außerdem entwickelte er Rasterionenleitfähigkeitsmikroskopie (SICM) mit Nanokapillare (Nanopipette) statt sonst üblicher Mikrokapillare. Dafür gründete er 2004 die Firma Ionscope. Damit gelangen seiner Gruppe hochauflösende Bilder von lebenden Zellen, auch mit Studium der Zellfunktionen in Echtzeit. Seine Gruppe arbeitet auch an Methoden mit superauflösenden Fluoreszenz-Mikroskopen einzelne Moleküle auf Zelloberflächen darzustellen mit Anwendung auf die Untersuchung von Proteinfaltungs-Defekten bei neurodegenerativen Erkrankungen wie Alzheimer. Dafür entwickelten sie Methoden der Einzelmolekül-Fluoreszenz, bei der spezifische Komplexe identifiziert werden können, ohne sie von anderen zu separieren.

## Auszeichnungen und Mitgliedschaften
2007 erhielt er den RSC Interdisciplinary Award für originäre Anwendung neuer biophysikalischer Methoden in der Biologie basierend auf Laserfluoreszenz-Spektroskopie und  Rastersondenmikroskopie (Laudatio).  Er ist Fellow der Royal Society (2012) und erhielt 2018 deren Royal Medal. 2015 wurde er Fellow der Academy of Medical Sciences. 2019 wurde er als Knight Bachelor geadelt.
2020 erhielt er den Millennium Technology Prize mit Balasubramanian für die Entwicklung ihrer DNA-Sequenzierungsmethode.
Für 2022 erhielt er mit Balasubramanian und Pascal Mayer den Breakthrough Prize in Life Sciences für ihre Entwicklung einer robusten und kostengünstigen Methode DNA-Sequenzen in großen Mengen bestimmen zu können, was enorme Verbesserungen medizinischer und anderer Forschungen ermöglichte (Laudatio).
2024 wurde Klenerman in die National Inventors Hall of Fame aufgenommen. Ebenfalls 2024 wurde er mit dem Canada Gairdner International Award ausgezeichnet.

## Schriften (Auswahl)
- D. R. Bentley, S. Balasubramanian, H. P. Swerdlow u. a.: Accurate whole human genome sequencing using reversible terminator chemistry, Nature, Band 456, 2008, S.  53–59. Online
- mit anderen: Ubiquitin chain conformation regulates recognition and activity of interacting proteins, Nature, Band  492, 2012, S. 266–270
- mit anderen: Direct Observation of the Interconversion of Normal and Toxic Forms of alpha-Synuclein, Cell, Band 149, 2012, S. 1048–1059
- mit anderen: Local delivery of molecules from a nanopipette for quantitative receptor mapping on live cells, Analytical Chemistry, Band 85, 2013, S. 9333
- mit anderen: A mechanistic model of tau amyloid aggregation based on the direct observation of oligomers, Nature Communication, Band 6, 2015, S. 7025
- mit anderen: Initiation of T cell signalling by CD45 segregation at "close contacts", Nature Immunology, Band 17, 2016, S. 574.
- mit anderen: Kinetic model of the aggregation of alpha-synuclein provides insights into prion-like spreading, Proc. Nat. Acad. USA, Band 113, 2016,  E1206.
- mit anderen: A cell-topography based mechanism for ligand discrimination by the T-cell receptor, Proc. Nat. Acad. USA, Band 116, 2019, S. 14002
- mit anderen: Imaging individual protein aggregates to follow aggregation and determine the role of aggregates in neurodegenerative disease, Biochimica et Biophysica Acta - Proteins and Proteomics, Nr. 1867, 2019, S. 870